# طوهي
الطوهي (الاسم العلمي:Pipilo) هو جنس من الطيور يتبع فصيلة الدُرسات من رتبة العصفوريات.

## أنواع الطوهي
- طوهي أخضر الذيل (الاسم العلمي:Pipilo chlorurus)
- طوهي مطوق (الاسم العلمي:Pipilo ocai)
- طوهي شرقي (الاسم العلمي:Pipilo erythrophthalmus)
- طوهي منقط (الاسم العلمي:Pipilo maculatus)